# Maynooth
Maynooth (en irlandais Maigh Nuad) est une ville située dans le nord du comté de Kildare en Irlande.
Important pôle universitaire de l’Irlande et accueillant le siège de nombreuses entreprises, cette ville de 14 000 habitants fait désormais totalement partie de l’agglomération de Dublin dont elle constitue le cœur commercial de la partie occidentale.

## Étymologie
Selon une tradition, le nom gaélique de la ville - Maigh Nuad, « la plaine de Nuada » - est issu du nom de ce grand-père maternel du héros de la mythologie celtique irlandaise Finn Mac Cumaill.
Une autre tradition établit son origine dans une bataille que Éogan - surnommé « Mogh Nuadhat » - y aurait livré et remporté contre Conn et dont aurait résulté la partition de l'île entre ces souverains.

## Histoire et patrimoine
La ville est un des centres majeurs de l’histoire de l’Irlande avec la présence du château de Maynooth et de Carton House, deux anciens lieux de résidence des Ducs de Leinster. La ville se trouvait à l’intérieur des limites médiévales du Pale. Les principaux bâtiments historiques de la ville - souvent de styles géorgien ou néo-gothique - se trouvent dans le Saint Patrick’s College, certains étant antérieurs à sa création.

## Enseignement
Maynooth est un des principaux centres universitaires de l’Irlande avec deux universités installées dans le centre-ville : l'université pontificale du St Patrick's College, créée par le roi d’Angleterre George III en 1795 et la National University of Ireland fondée en 1997.

## Agglomération dublinoise
Sa proximité de Dublin et sa desserte par les lignes de bus de la capitale font que la ville fait désormais totalement partie de l’agglomération dublinoise.

## Jumelages
La ville de Maynooth est jumelée à la ville de Canet-en-Roussillon (Pyrénées-Orientales) depuis juin 2011.